# Harden Shire
Harden Shire var en kommun i Australien. Den låg i delstaten New South Wales, i den sydöstra delen av landet, omkring 270 kilometer väster om delstatshuvudstaden Sydney. 2014 var antalet invånare 3 762.
Kommunen upphörde den 12 maj 2016 då den tillsammans med Boorowa Shire och Young Shire uppgick i det nya självstyresområdet Hilltops Council.
Förutom tvillingstäderna Murrumburrah och Harden fanns även orterna Nubba, Jugiong, Berremangra och Galong i Harden Shire.